# Youhanna Nueir
Youhanna Nueir OFM (* 28. August 1914 in Al-Fayyūm, Ägypten; † 13. August 1995) war ein ägyptischer koptisch-katholischer Geistlicher und Bischof von Assiut.

## Leben
Die Priesterweihe empfing Youhanna Nueir am 13. Juni 1943.
Er wurde am 8. Dezember 1955 zum Titularbischof von Phatanus erwählt und zum Weihbischof in Luxor bestellt. Die Bischofsweihe spendete ihm am 29. Januar 1956 der koptisch-katholische Patriarch von Alexandria Markos II. Khouzam; Mitkonsekratoren waren Isaac Ghattas, Bischof von Luxor, und Stephanos Sidarouss, Weihbischof in Alexandria. Youhanna Nueir nahm an allen vier Sessionen des Zweiten Vatikanischen Konzils teil.
Am 26. März 1965 wurde Youhanna Nueir zum Bischof von Luxor gewählt. Er trat am 20. März 1990 von der Verwaltung der Eparchie zurück und starb fünf Jahre später.